# Галицький дитинець
Галицький дитинець — ядро давньоруського Галича, столиці Галицького, потім Галицько-Волинського князівства.

## Розташування
Городище давнього Галича локалізовано на території села Крилос Галицького району Івано-Франківської області. Воно розташовується на мисовидному відрозі високого корінного берега річки Лукви, правої притоки Дністра. З півдня мис захищався урвищем берега і омивався водами річки, а зі сходу був обмежений важкопрохідним крутим яром Мозолевого потоку, правої притоки Лукви. Висота мису над рівнем річки близько 70 м. На цій неприступній горі, з вершини якої добре спостерігають околиці, стояла фортеця, яка займала в XII—XIII століттях близько 50 га площі.
Захищений природними перешкодами мис був додатково укріплений штучними спорудами. З південного, напільного боку його захищали три потужні лінії валів і ровів. На відстані близько 1300 м від стрілки мису була споруджена оборонна лінія з потрійних валів та ровів, що з'єднують обривистий берег Лукви з яром Мозолевого потоку та відрізаючий з напільного боку мис біля самої основи. Довжина цієї лінії близько 600 метрів. У центральній частині валів є розрив, захищений з зовнішнього боку земляними насипами, які, ймовірно, є залишками головних воріт міста.
На відстані близько 500 метрів на північ мис перерізала друга, дугоподібна вигнута лінія укріплень, що складалася з двох потужних валів і глибокого рову між ними. Максимальна висота валу від рівня внутрішнього майданчика городища — 10, а від дна рову — 15 метрів. Загальна довжина лінії 624 м. Обидва вали, особливо зовнішній, в наш час значно розкопані. У східній частині оборонної лінії існує розрив, що носить назву Воротище, через яке сьогодні проходить головна вулиця села.

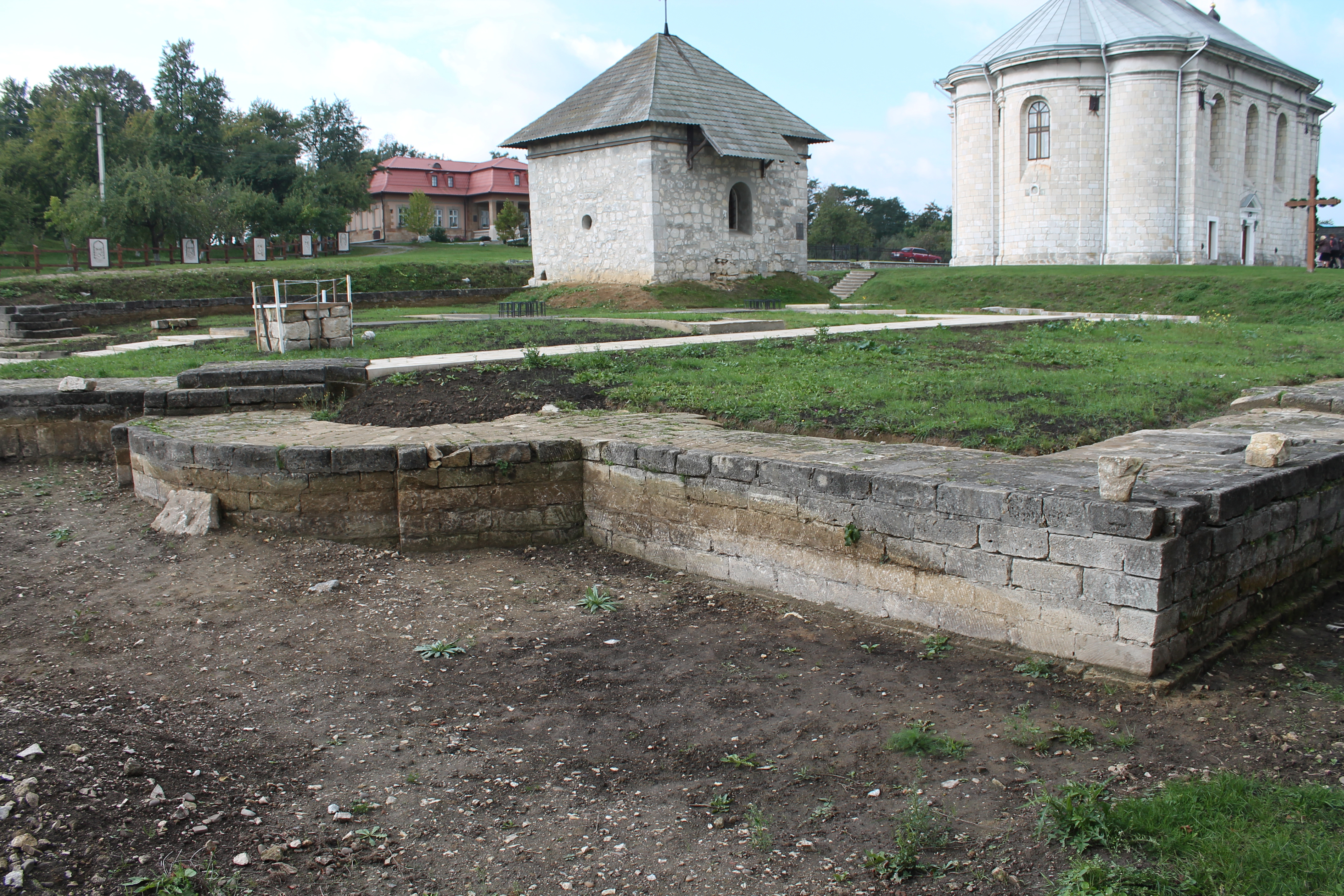
Фундамент Успенського собору на території Галицького дитинця

На самій стрілці мису, на відстані близько 300 м від другої лінії оборони, знаходився невеличкий майданчик трикутної форми, розміром приблизно 150 на 200 м. Розкопками встановлено, що вона була укріплена по периметру двома валами, насипаними не раніше кінця XI століття. Майданчик має місцеву назву Золотий Тік, і ряд дослідників вважають, що саме тут розташовувався княжий двір, поруч з яким знаходилася церква Спаса. Знайдені археологами предмети свідчать про належність більшості жителів Золотого Току до привілейованих верств населення. Також на території Золотого Току виявлено кілька майстерень, які обслуговували княжий двір. По сусідству з Золотим Током на середньому майданчику розташовувався зведений князем Ярославом Осмомислом у 1157 році Успенський собор, один із найбільших на Русі.
Вітольд Ауліх вважав, що всі три укріплені майданчики, які належать до городища Галич, були фортецею або дитинцем і слугували притулком для жителів торгово-ремісничого посаду «Підмістечка», який знаходився біля підніжжя Крилоської гори, а також для населення інших поселень, що оточували фортецю,  — ремісничих слобідок, боярських та монастирських садиб. Згідно з іншими припущеннями, нижній майданчик укріпленої території давнього Галича був обхідним містом.
Природну неприступність городища посилювали штучні укріплення. Так, в різних місцях на схилі мису насипалися вали, а на них зводилися дерев'яні конструкції, від яких залишився шар горілого дерева. Прохідність Мозолевого потоку ускладнювалася ще й підняттям рівня води за допомогою цілої системи дамб.

## Історія
Найбільш стародавні житлові споруди на території Галицького дитинця простежуються археологами з VIII століття. Поселення на цьому місці в наступні століття швидко розрослося у зв'язку з розташуванням на торговому шляху між Києвом і Польщею, а також з початком тут відгалуження торгового шляху до Угорщини через «Руські ворота». Система укріплень Галича формується на рубежі XII і XIII століть. На початку XIII століття місто пережило кілька облог у ході міжусобних воєн. Галич був розорений і частково зруйнований в результаті Батиєвої навали, але деякий час продовжував бути центром Галицької єпархії. Остаточний занепад стародавнього Галича датують серединою XIV століття у зв'язку з військовим вторгненням польських і литовських феодалів. Поступово адміністративний центр перемістився на нове місце за 7 кілометрів нижче за течією Лукви біля її впадіння в Дністер, де раніше, ймовірно існувала пристань старої столиці. Це місце стало ядром нового міста, що зберегло назву Галич. На високому березі Дністра був споруджений Галицький замок (Старостинський замок).